# نادیه علی
نادیه علی (اردو: نادیہ علی) متولد ۳ اوت۱۹۸۰ خواننده و ترانه‌نویس پاکستانی-آمریکایی تبار، زادهٔ لیبی است.
این خواننده در سال ۲۰۰۱ با خوانندگی و ترانه‌نویسی در گروه آی او، پس از آغاز کار گروه با ترانه‌ی از خود بیخودی (Rapture) که در چارت انگلستان به رتبهٔ ۲ رسید، برجسته شد.

## آلبوم‌های استودیویی
- اخگر (۲۰۰۹) (به انگلیسی: Embers)
- ققنوس (۲۰۱۲) (به انگلیسی: Phoenix)